# VI Mostra de Cinema Llatinoamericà de Lleida
La VI Mostra de Cinema Llatinoamericà de Lleida va tenir lloc a Lleida entre el 17 i el 25 de març de 2000. Fou organitzada pel Centre Llatinoamericà de Lleida amb el suport del Patronat de Turisme de la Paeria de Lleida i la col·laboració de la Fundació "la Caixa", la Universitat de Lleida, l'Instituto de Cooperación Iberoamericana, el Ministeri d'Assumptes Socials d'Espanya, la Casa de América i l'Institut Català de Cooperació Iberoamericana.
Com a actes paral·lels es van fer dues exposicions: "Impresiones de América Latina", de Javier Bauluz i una altra de Fernando Krahn i tres concerts (Alfons Enjuanes Quintet, Gabriel Jakovskis Grupo i Angelitos Negros). Es va retre homenatge a Luis Buñuel i Adolfo Aristarain, i l'Instituto de Estudios Turolenses va presentar el llibro Sade y Buñuel, de Manuel López Villegas. Es van projectar 60 pel·lícules, d'elles 20 a la secció oficial.

## Pel·lícules exhibides

### Secció oficial
Llargmetratges
- El amateur de Juan Bautista Stagnaro
- Ave María d'Eduardo Rossoff /
- Bajo California: El límite del tiempo de Carlos Bolado
- Botín de guerra de David Blaustein /
- Buena Vista Social Club de Wim Wenders ///
- 100 años de perdón d'Alejandro Saderman //
- Coraje d'Alberto Durant /
- Del olvido al no me acuerdo de Juan Carlos Rulfo
- El entusiasmo de Ricardo Larraín //
- Garage Olimpo de Marco Bechis //
- Mala época de Mariano De Rosa, Rodrigo Moreno, Salvador Roselli i Nicolás Saad
- O Primeiro Dia de Walter Salles /
- Mundo grúa de Pablo Trapero
- Operación Fangio d'Alberto Lecchi //
- Las profecías de Amanda de Pastor Vega //
- Ratas, ratones, rateros de Sebastián Cordero
- Rituales sonoros: Candombe de Mabel Maio
- Sé quién eres de Patricia Ferreira /
- Sueños en la mitad del mundo de Carlos Naranjo Estrella /
- La vida es silbar de Fernando Pérez Valdés /
- El visitante de Javier Olivera
- Yepeto d'Eduardo Calcagno

Curtmetratges
- La botella de Liliana Paolinelli
- Candela de Martín Romanella i Maximiliano Dubois
- Catherine de Roberto Soto
- Circuito interior d'Aarón Fernández Lesur
- Cocktail Molotov de José Ángel García Moreno
- Dónde estaba Dios cuando te fuiste de Marcelo Schapces
- Familia Fortone d'Héctor Malamud
- El fueye de Gustavo Macri
- El ladrillo de Fernando Massobrio
- Lara y los trenes de Santiago Loza
- Maricel y los del puente de Daniel Mancini
- La media medalla de Marco Grossi
- Nostalgia en la mesa 8 d'Andrés Muschietti
- Paseador de almas de Sebastián Lozano
- Peces muertos de Gerardo Lemes /
- Señor L.B. de Daniel Cubillo
- El séptimo día de Gabriel Lichtmann
- Territorio de Marcelo Del Puerto
- Zapallares de Carlos Monroy

### Homenatge a Adolfo Aristarain
- La parte del león (1978)
- Últimos días de la víctima (1982)
- Tiempo de revancha (1981)
- Un lugar en el mundo (1991)
- La ley de la frontera (1995)
- Martín (Hache) (1997)

### Buñuel a Mèxic
- El ángel exterminador (1962)
- Simón del desierto (1964)
- Ensayo de un crimen (1955)
- Los olvidados (1950)
- Nazarín (1959)
- A propósito de Buñuel (2000) de José Luis López-Linares i Javier Rioyo

### Cinc anys de Cinema llatinoamericà a Lleida
- Caballos salvajes (1995) de Marcelo Piñeyro
- El callejón de los milagros (1994) de Jorge Fons
- La estrategia del caracol (1993) de Sergio Cabrera
- La vendedora de rosas (1998) de Víctor Gaviria
- El lado oscuro del corazón (1992) d'Eliseo Subiela
- A Ostra e o Vento (1997) de Walter Lima Jr.
- Sol de otoño d'Eduardo Mignogna

## Convidats
Federico Luppi, Adolfo Aristarain, Darío Grandinetti, Juan Diego Botto, Eduardo Calcagno, Jordi Dauder, Ulises Dumont, Eusebio Poncela, Laura Ramos, Ingrid Rubio, María Kosty, Hiram Vega, Javier Bauluz, Patricia Ferreira, Fernando Krahn i Paco Algora.

## Premis
Els premis atorgats en aquesta edició foren:
- Premi del Públic: Sé quién eres de Patricia Ferreira
- Premi al millor guió: Garage Olimpo de Marco Bechis